# Rudolf Schmäling
Rudolf Schmäling (* 16. Mai 1898 in München; † 1. September 1976 in Ebersberg) war ein deutscher Kriminalpolizist, SD- und SS-Führer.

## Leben
Schmäling nahm nach dem Ersten Weltkrieg im Juli 1919 seinen Dienst bei der Polizeidirektion München auf. Im Zuge der Machtübergabe an die Nationalsozialisten wechselte er als Kriminalbeamter noch 1933 zur Bayerischen Politischen Polizei, wo er ab 1934 die Presseabteilung leitete. Ab September 1937 stand er dem Referat II E der Staatspolizeileitstelle München vor und trat in diesem Jahr auch der SS bei (SS-Nummer 290.488). Nach dem Münchner Abkommen nahm er als Teilkommandoführer im Oktober 1938 an einem Einsatz der Sicherheitspolizei im Sudetenland teil.

## Zweiter Weltkrieg
Seit 1940 war er Mitglied der NSDAP. Ab 1941 war Schmäling als Abteilungsleiter beim Befehlshaber der Sicherheitspolizei und des SD (BdS) in Frankreich eingesetzt und von Anfang Juni 1942 bis September 1943 Kommandeur der Sicherheitspolizei (KdS) in Nancy. Er war in dieser Funktion „für die Deportation der dort lebenden Juden nach Auschwitz“ verantwortlich. Der Kriminalrat wurde 1944 zum SS-Sturmbannführer befördert. Im Oktober 1944 gehörte er noch einer Einsatzgruppe an.

## Nach 1945
Nach Kriegsende wurde Schmäling in Frankreich 1946 vor das Militärgericht in Lyon gestellt, das jedoch keine Hauptverhandlung gegen ihn eröffnete. Stattdessen wurde er in die Kriegsgefangenschaft überführt, aus der er bald nach München entlassen wurde. Er bewarb sich 1953 erfolglos beim Bayerischen Landeskriminalamt um Wiedereinstellung, ob ihm diese später gelang, ist ungewiss. Im Zuge der 131er-Regelung gelang es ihm jedoch zumindest Versorgungsansprüche durchzusetzen. Er lebte schließlich als Kriminalrat a. D. in München. Ein gegen ihn seitens der Staatsanwaltschaft München angeschobenes Ermittlungsverfahren wegen Kriegsverbrechen wurde 1969 wegen „Verhandlungsunfähigkeit“ eingestellt.